# 이트론
이트론은 ICT인프라를 공급하는 업체로 하드웨어(HW)와 소프트웨어(SW), 시스템통합(SI), 시스템 운영 및 교육 산업용 시스템 구축 등 IT 전반에 걸친 토탈 솔루션을 제공하는 IT 전문기업이다.
이트론은 한국전자통신연구원(ETRI)과 기술이전 계약을 통해 데스크톱 가상화(VDI)를 개발해 국내 시장을 공략하고 있으며, 국산 솔루션인 파이오스(PIOS)를 앞세워 국내 공공분야, 망분리, 대학 학내망 시장을 적극 관여하는 사업을 운영하고 있다.
최근에는 이화전기의 최대주주가 이트론으로 변경되었는데 변경 후 최대주주인 이트론이 보유한 이화전기 주식은 1억389만6103주(17.26%)이다. 이번 보고 사유는 제3자배정유상증자지분취득이다.

## 개요
이트론은 임베디드 그래픽 소프트웨어를 개발하는 모바일 솔루션 전문 회사이다. 그래픽 소프트웨어가 칩이나 디바이스 UI(User Interface)에 탑재되는 대가로 로열티를 받으며, 주요 매출은 이러한 로열티에서 발생한다.
2011년 9월에는 폰 꾸미기 및 앱 관리를 위한 스마트폰 런처인 맥스홈(MXHome)을 출시하였다. 큐피콘 서비스로 모바일 상품권부문에서도 사업을 영위하며 주요 판매망은 생명보험회사 인트라넷, 일반 온라인 쇼핑몰 등이다.

## 신제품
이트론은 SAS3 12G 디스크를 지원하는 Revo DH1824P와 Revo DH2828P를 출시하였다. 인텔 Xeon E5-2600 v3를 기반으로 하는 제품으로 CPU 코어가 최대 18개로 단일 시스템에 최대 36개 CPU 코어 및 72개 쓰레드를 탑재할 수 있다. 메모리는 기존의 DDR3에서 DDR4로 탁월한 메모리 IO 성능을 제공하고 E5-2600 v3는 AVX2을 통해 부동소수점 연산 성능이 크게 향상되어 HPC 분야에 최적의 플랫폼으로 자체적으로 평가를 내리고 있다.
Revo DH1824P는 12G SAS3 컨트롤러를 탑재하여 추가 컨트롤러 카드 설치 없이 SAS2/3, SATA3, SSD의 레이드 1 구성을 지원하고 있으며 CPU당 8개의 DIMM 구조로 총 16개의 메모리 슬롯을 제공한다. 이를 통해 1U 사이즈로 32G 메모리 장착 시 최대 512G의 대용량 메모리 구성이 가능하다고 전한다.
전면에 4개의 3.5인치 SAS/SATA 핫스왑 베이를 포함한 ODD, USB 3.0 포트 2개, D-Sub 포트를 제공하고 옵션으로 2.5인치 SSD, HDD 장착이 가능한 베이를 추가 장착할 수 있으며 800W 리던던트 파워를 기본장착하고 있다.
Revo DH2828P는 2U 서버로 총 20개의 메모리 슬롯을 통해 32G 메모리 장착시 640GB의 메모리 구성이 가능한 제품으로 전면에 8개의 3.5인치 베이와 ODD, USB 3.0 포트, D-Sub를 기본제공 하고 있으며 800W 리던던트 파워 및 2개의 2.5인치 핫스왑 디스크 베이를 후면에서 제공한다. 또한 6개의 PCIe 3.0 규격의 슬롯을 갖추고 있어 높은 확장성을 제공한다.
두 모델은 프런트 베젤, 슬라이드 레일, DVD 롬 등을 추가 비용 없이 기본으로 제공한다. 이트론은 고객사의 CI 등을 디자인한 플레이트를 베젤에 부착할 수 있는 서비스를 무상으로 제공하고 있다. 이트론 관계자는 이미 다수 고객사가 신제품을 어플라이언스 제품 등으로 테스트 중이거나 공급 예정이라고 밝혔다.
이트론은 Revo DH1824P 및 Revo DH2828P을 시작으로 SAS3 12G 스토리지 서버 등 다양한 서버를 출시할 예정으로 국산 서버로서의 소비자 선택의 폭을 넓히는 계기가 될 것으로 전망하고 있다. 매출구성은 서버 및 스토리지 99.85%, 임베디드 S/W 등 0.15%으로 구성되어 있다.

## 변화
증시에서는 2015년 6~7월경부터 유행한 동전주 테마에 해당하는 종목이다. 2015년 200원대의 동전주였으나 2015년 6월에 가격제한폭이 30%로 확대되며 시작된 동전주들의 인기에 따라, 이화전기, 케이디건설, 미래산업 등 다른 동전주들과 동반으로 강세를 보였다.
이트론과 이노그리드의 CCA는 전원만 넣으면 간편하게 프라이빗 클라우드 구축이 가능하여 이번 국가 중요 재난망 구축을 기점으로 토종 클라우드 기반 어플라이언스가 국산 서버의 보급과 저변확대에 기반이 될 것으로 이트론 관계자는 “국산서버시장의 활성화를 위해 지난 서울시 데이터센터에 x86서버 공급에 이어 이번 해상 재난망 구축사업에 이노그리드와 함께 국산 어플라이언스를 공급하게 되는 의미 있는 사업이 시작되었으며 향후 다양한 공공시장에서도 국산서버 저변확대를 위한 가교 역할을 해낼 것” 이라고 전했다.
국토교통부는 2027년까지 1조1000억원을 투입해 일반·고속철도 전 전노선에 토종 철도통신시스템 'LTE-R'을 구축할 계획이다. 이트론은 관제실, 열차 및 유관기관 등 실시간 영상을 공유로 문제 발생 시 신속한 원인파악 및 체계적인 대응이 가능한 철도통합무선망(LTE-R) 구축사업을 하고 있다. 북한에서는 `주철종도(主鐵從道)`로 불릴 만큼 철도가 핵심을 이루고 도로가 보조적인 역할을 담당하고 있어 철도통신시스템 'LTE-R'을 구축하는 사업 경험이 부각되고 있다.
최근, 이트론은 이화전기의 최대주주가 되었다고 2018년 6월 19일 공시했다. 이러한 변화로 최대주주인 이트론이 보유한 이화전기 주식은 1억389만6103주(17.26%)이다. 변경 사유는 제3자 배정 유상증자의 납입 완료다. 또한 이화전기는 2018년 7월 13일 관계회사인 이아이디의 제3자 배정 유상증자에 참여, 주식 9,000만주를 229억5,000만원에 취득했는데 이번에 취득한 비율은 2017년 기준 자기자본의 14.93%다. 취득 후 지분율은 47.16%(1억1,421만5,609주)다. 회사 측은 취득 목적에 대해 “사업다각화와 함께 투자 수익 기대 및 지배구조 강화를 위한 지분율 확보”라고 설명했다.

## 같이 보기
- 이화전기
- 이화그룹
- 이아이디
- 동전주 테마
- 한국전자통신연구원